# Eupilaria thurmani
Eupilaria thurmani är en tvåvingeart som beskrevs av Alexander 1953. Eupilaria thurmani ingår i släktet Eupilaria och familjen småharkrankar.
Artens utbredningsområde är Thailand. Inga underarter finns listade i Catalogue of Life.